# Coloradóban történt légi közlekedési balesetek listája
A Colorado államban történt légi közlekedési balesetek listája az Amerikai Egyesült Államok Colorado államában történt halálos áldozattal járó, illetve a kisebb balesetek, meghibásodások miatt történt, gyakran csak az adott légiforgalmi járművet érintő baleseteket is tartalmazza évenkénti bontásban.

## Colorado államban történt légi közlekedési balesetek

### 1951
- 1951. június 30., Crystal Mountain, Larimer megye. A United Airlines 610-es járata, egy Douglas DC–6-os típusú utasszállító, (lajstromjele: N37543), hegyoldalnak csapódott. A gépen 45 utas és 5 fő személyzet volt, mindannyian életüket vesztették.[1]

### 1965
- 1965. július 27., Allenspark közelében. Az Amerikai Egyesült Államok Légierejének Lockheed Martin T-33 Shooting Star típusú katonai repülőgépe lezuhant. A gép pilótája, Donald Darby főhadnagy életét vesztette.[2][3]

### 2002
- 2002. július  18. Estes Park közelében. A N7620C lajstromjelű Consolidated PB4Y–2 Privateer típusú tűzoltó repülőgép lezuhant. A gépen tartózkodó kétfős személyzet életét vesztette. A gép szerkezeti hibák miatt zuhant le, a bal szárnya levált a géptestről.[4]

### 2010
- 2010. június 26. 12:30 körül (helyi idő szerint), Rocky Mountain Metropolitan Airport. A Neptune Aviation Lockheed P2V-5 típusú tűzoltó repülőgépe fékhiba miatt túlfutott a leszállópályán. Nem sérült meg senki.[5]